# Yang Qian (tir sportif)
Dans ce nom chinois, le nom de famille, Yang, précède le nom personnel.
Pour les articles homonymes, voir Yang Qian.
Yang Qian (en chinois : 杨倩), née le 10 juillet 2000 à Ningbo, est une tireuse sportive chinoise, sacrée championne olympique de la carabine à 10 mètres air comprimé lors des Jeux olympiques d'été de 2020 ainsi qu'à l'épreuve mixte avec son compatriote Yang Haoran.

## Carrière
Yang Qian est médaillée d'or  à la carabine à 10 mètres air comprimé en individuel et médaillée d'argent  à la carabine à 10 mètres air comprimé par équipe mixte aux Championnats d'Asie de tir en 2019 à Doha.
Le 24 juillet 2021, elle est sacrée championne olympique du tir à la carabine à 10 mètres air comprimé devant la Russe Anastasiia Galashina et la Suissesse Nina Christen.
Le 27 juillet 2021, elle double la mise avec le titre sur la nouvelle discipline mixte sur le score de 17 à 13 face à la paire américaine Mary Carolynn Tucker et Lucas Kozeniesky.